# Manuel Wirzt
Manuel Humberto Wirzt Retta (San Nicolás de los Arroyos, 26 marzo 1963) è un attore, cantante, regista teatrale, chitarrista e mimo argentino.
Manuel, sin da quando era piccolo ha preso lezioni di musica, canto, recitazione e mimo con la società Alberto Ivern, ed ha anche migliorato la sua performance collaborando con i famosi attori argentini Norman Briski e Hector Bidonde.
Ha viaggiato in Ucraina, dove ha imparato le arti circensi come clown e mimo nella città di Kiev.

## Biografia

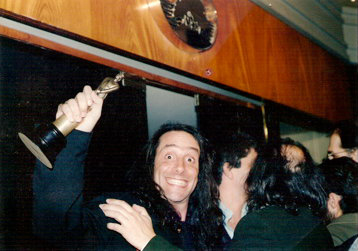
Manuel Wirzt con il Premio Martín Fierro per No te quedes afuera.

Figlio di Osvaldo Wirzt e Olga Retta, Manuel è il secondo di tre fratelli. Inizia la sua carriera a metà degli anni '70 quando era in un trio di mimo che parteciparono ad uno spettacolo al Teatro Gran Rex. Durante il liceo, forma un gruppo insieme ad un suo compagno chiamato "Strawbery" e dopo qualche anno inizia a frequentare il Conservatorio Nacional de Arte Dramático e si trasferisce a Buenos Aires. Ha debuttato nell'opera América Operandina e svolge alcuni concerti in Cile. Fece parte nel 1983 di uno spettacolo di Juan Carlos Baglietto. Presenta nel 1986 lo spettacolo Jugando con Manuel nella città di Villa Carlos Paz. Nel 1988 prese parte al Festival Chateau Rock dove viene definito artista rivelazione dell'anno e ha svolto anche un tour in Europa e in alcuni Stati post-sovietici con il gruppo musicale La Torre collaborando in ventotto presentazioni in un mese.
Ha pubblicato il suo primo album 1987 ed è intitolato Funcionamiento e un anno dopo Mala información per PolyGram . Durante gli anni '90 partecipa ad alcuni programmi televisivi e viene anche due nomination al premio Martín Fierro e firmando un contratto con la EMI, registrando il suo terzo album pubblicato nel 1992. Grazie a questo album ha ricevuto varie candidature al Premio ACE dell'anno 1993. Continua negli anni successivi con concerti e partecipazioni ad alcuni programmi e serie televisive, tra le altre conduce No te quedes afuera nel 1993 e nel 1995 conduce per MTV dell'America Latina "In situ". Nello stesso anno vince il Premio ACE come miglior album per Magia, il Premio Prensario e il suo album diventa disco d'oro e platino. Nell'anno successivo registra a Los Angeles il suo quinto lavoro in studio. Il singolo estratto, Hoy te necesito y Cielo y tierra è diventato disco di oro e platino.
Nel 2000 è stato co-protagonista della sitcom Calientes ma ha anche partecipato a Poné a Francella nel 2002, Casados con Hijos nel 2005 e nel 2008 alla seconda stagione de Il mondo di Patty.
Dal 1987 ad oggi ha svolto più di 1000 concerti in Armenia, America Latina, Ucraina, Los Angeles, Miami, Russia e altri paesi.

## Filmografia

### Televisione
- La barra de Dolina (1990)
- Dibujuegos - programma televisivo (1991)
- No te quedes afuera - programma televisivo (1993)
- Mundo disparate - programma televisivo (1997)
- Calientes - sitcom (2000)
- Casados con Hijos - sitcom (2005)
- Il mondo di Patty (Patito Feo) - telenovela (2008)

## Discografia
- 1987: Funcionamiento (This & Co. / DBN).
- 1989: Mala información (Polygram).
- 1992: Manuel Wirzt (EMI).
- 1994: Magia (EMI).
- 1996: Cielo & tierra (EMI).
- 1997: Una razón (EMI).
- 2002: Manuel Wirzt/Grandes Éxitos (EMI).
- 2005: Quimera (Quimera Discos /EMI).
- 2009: Vení (Quimera Discos /EMI).